# 너새니얼 부졸리치
너새니얼 부졸리치(Nathaniel Buzolic, 1983년 8월 4일 ~ )는 오스트레일리아의 배우이다.